# نانا موسکوری
نانا موسکوری (به یونانی: Nάνα Μούσχουρη) زادهٔ ۱۳ اکتبر ۱۹۳۴ در جزیرهٔ کرت کشور یونان خوانندهٔ مشهور یونانی است.

## زندگی‌نامه
طی پنج دهه فعالیت، بیش از ۳۰۰میلیون نسخه از آثار موسکوری به‌فروش رسیده‌است و به همین دلیل از او به‌عنوان «پرفروش‌ترین خوانندهٔ زن جهان» یاد می‌شود. او آهنگ‌هایش را به زبان‌های یونانی، انگلیسی، فرانسوی، آلمانی، هلندی، ایتالیایی، اسپانیایی و ولزی اجرا کرده‌است.
موسکوری، به‌موازات فعالیت هنری‌اش، در امور اجتماعی – سیاسی نیز مشارکت می‌کند. او در سال ۱۹۹۳ از سوی سازمان ملل متحد به‌عنوان «سفیر حسن‌نیتِ یونیسف» انتخاب شد و در اولین مأموریتش برای رسیدگی به وضعیت کودکان جنگ‌زدهٔ بوسنی به آن کشور سفر کرد. موسکوری، پس از بازگشت از بوسنی و به‌قصد جمع‌آوری کمک‌های مالی، یک‌سری کنسرت خیریه در سوئد و بلژیک برگزار کرد. او هم‌چنین از سال ۱۹۹۴ تا ۱۹۹۹ به‌عنوان یکی از اعضای پارلمان اروپا انتخاب شد و زمانی که از سمت خود استعفا داد دلیل آن مواضع ضد جنگ موسکوری اعلام شد.